# Legiunea Cehoslovacă din Italia

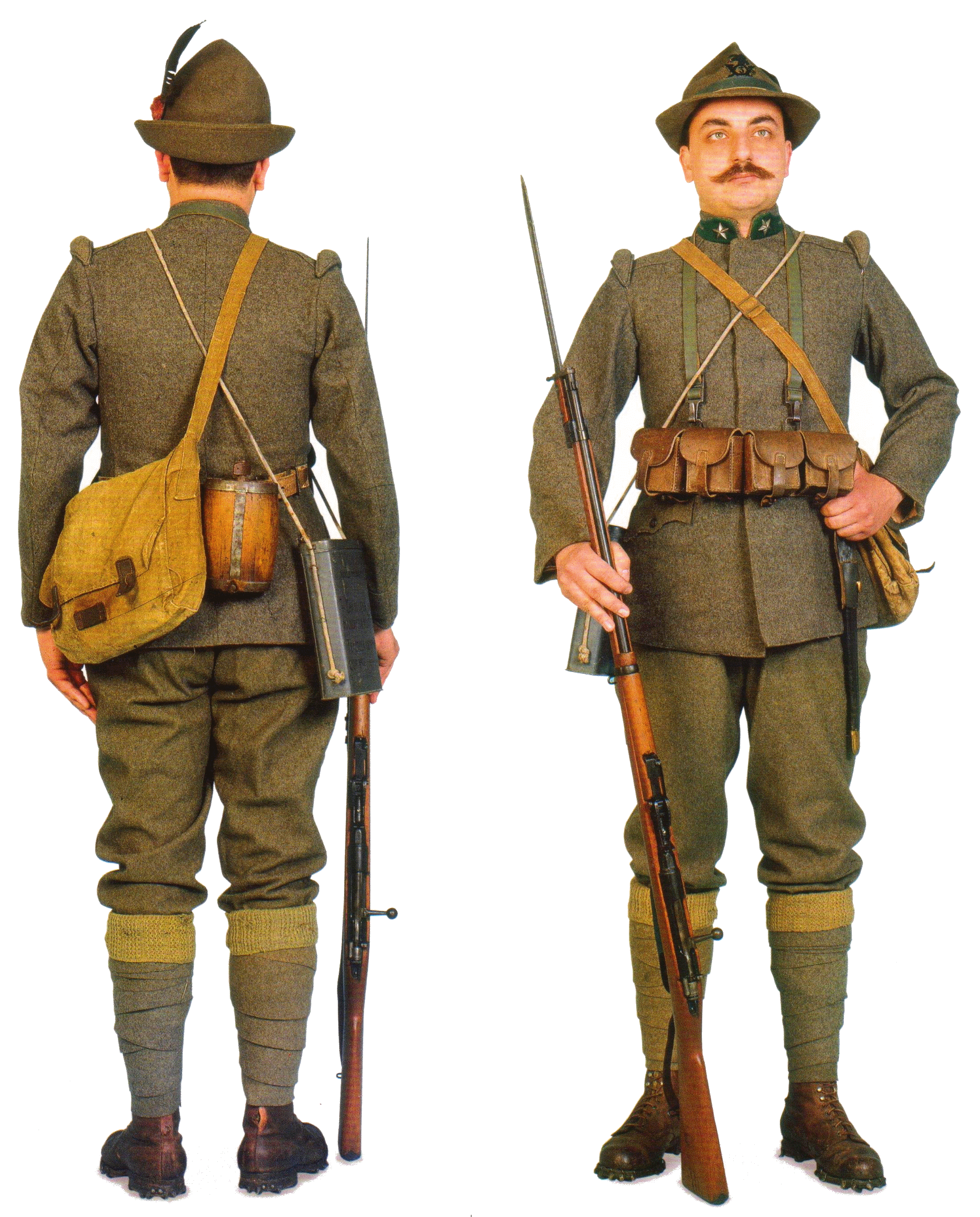
Uniformă a Legiunii Cehoslovace din Italia

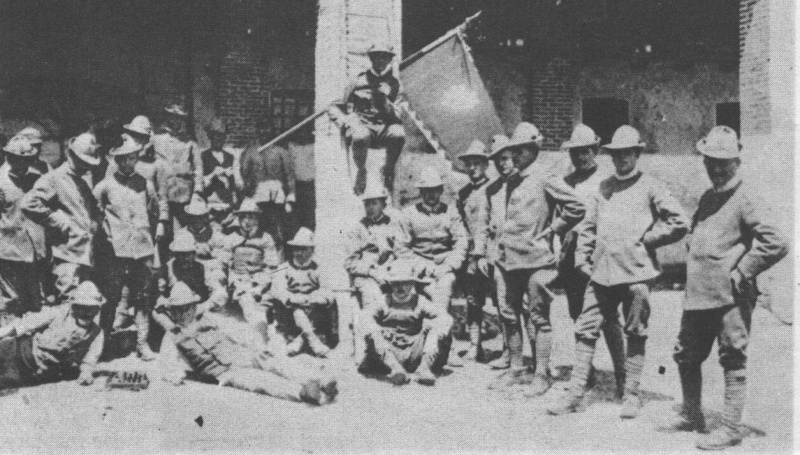
Legiunile cehoslovace în Italia

Legiunea Cehoslovacă din Italia a fost o legiune de voluntari cehoslovaci formată spre sfârșitul Primului Război Mondial. Prima formațiune cehoslovacă a fost Grupul Voluntarilor Cehoslovaci (în cehă Československý dobrovolnický sbor) format la Padova la începutul anului 1918. Cu toate acestea, originile acestui grup erau lagărele de prizonieri de război italiene. În ianuarie 1918, comandamentul Armatei a 6-a italiene a acceptat să formeze escadrile de recunoaștere din voluntari cehoslovaci și sud-slavi. În septembrie 1918, Regimentul 39 al Legiunii Cehoslovace a fost format din acele escadrile de recunoaștere de voluntari. Următoarele regimente ale Legiunii Cehoslovace s-au format la mijlocul anului 1918:
- Regimentul 31 la Perugia (Col. Ciaffi)
- Regimentul 32 la Assisi
- Regimentul 33 la Foligno (Mr. Sagone)
- Regimentul 34 la Spoleto (Col. Gambi)
- Regimentul 35 a fost înființat în octombrie 1918 din alți prizonieri de război cehoslovaci din Italia

Legiunea Cehoslovacă a format două divizii: Divizia VI, care cuprindea Regimentele 31, 32 și 35; și Divizia VII, care cuprindea Regimentele 33, 34 și 39. Puterea lor totală a fost de aproximativ 25.000 de oameni. Legiunea Cehoslovacă din Italia a fost comandată de generalul Andrea Graziani și mai târziu de generalul Luigi Piccione. După război, Legiunea a fost repatriată în Cehoslovacia în 1919 și cea mai mare parte a ajuns în Slovacia.